# Белоусов, Александр (конькобежец)
Александр Белоусов — российский конькобежец, чемпион России-1892 на дистанции 3 версты (3180 метров).
Принимал участие на чемпионате России 1896 года, где первенствовал на дистанции 5000 метров.

## Достижения
| турнир                                     | дата            | город  | 1500 м | 5000 м      | 3 версты (3180 м)        | место     |
| ------------------------------------------ | --------------- | ------ | ------ | ----------- | ------------------------ | --------- |
| 4-й чемпионат России — отдельные дистанции | 27 февраля 1892 | Москва | -      | -           | 6.27,7 (1/q), 6.49,2 (1) | -         |
| 8-й чемпионат России — многоборье          | февраль 1896    | Москва | -      | 10.50,0 (1) | -                        | без места |